# سان جورجيو ليري
سان جورجيو ليري هي كومونا (بلدية) في مقاطعة Frosinone في منطقة لاتسيو الإيطالية ، وتقع على بعد حوالي 120 كيلومتر (75 ميل) جنوب شرق روما وحوالي 45 كيلومتر (28 ميل) جنوب شرق فروزينوني .

## جغرافية
تقع هذه البلدة الصغيرة في أقصى جنوب مقاطعة فروزينوني ، بين جبال اورونشي ونهر ليري ، وتحد سان جورجيو ليري البلديات التالية: Castelnuovo Parano و Esperia و Pignataro Interamna و Sant'Apollinare و Vallemaio .

## روابط خارجية
- الموقع الرسمي